# Полювання на останнього журавля
«Полювання на останнього журавля» («Паляванне на апошняга жураўля») — радянський телефільм 1986 року, знятий режисером Валерієм Анісенком на студії «Телефільм».

## Сюжет
За однойменною повістю білоруського письменника Олеся Жука. У центрі сюжету фільму — справді народний характер — білоруський селянин Степан Демидчик, чия доля — частинка долі країни. Інвалід, ветеран війни, міг би давно піти на заслужений відпочинок, але Степан не може сидіти без діла. Він — один із найкращих у районі колгоспних бригадирів. Старий селянин хворіє на врожай, і його не хвилює, що голова вже встиг відрапортувати, що першим у районі розпочав жнива. Степанові передусім є справа на його рідній землі. Помітивши браконьєрів у лісі, він бере свою стару рушницю і перегороджує їм дорогу.

## У ролях
- Павло Кормунін — Степан Ілліч Демидчик
- Аполлонія Роттер — Анна
- Валерій Маслюк — Примачак
- Павло Дубашинський — Антон
- Костянтин Веремейчик — Данило
- Володимир Кудревич — Жогло, міліціонер
- Володимир Міщанчук — Янович
- Олександр Курлович — Пікузо
- Валерій Філатов — Навалач
- Ольга Спіркіна — Олена
- Міша Сковородка — Ігорьок
- Валентина Петрачкова — епізод
- Світлана Некіпєлова — епізод
- Зінаїда Гурбо — епізод
- В. Заграбельна — епізод
- Семен Кохан — епізод
- Борис Крупський — епізод
- Олександр Безпалий — епізод
- А. Дамбровська — епізод
- Олександр Суцковер — епізод
- Ірина Бурцева — епізод
- Валентина Деменкова — епізод
- Л. Бєльська — епізод
- Ігор Климович — Худий
- В. Кастальцев

## Знімальна група
- Режисер — Валерій Анісенко
- Сценарист — Олександр Жук
- Оператор — Валерій Булдик
- Композитор — Олег Залєтнєв
- Художник — Олександр Катков